# أدوات إدارة الأعمال
أدوات إدارة الأعمال  هي كل النظم والتطبيقات والضوابط وحلول الاحتساب والمنهجيات.. إلخ، المستخدمة من قبل المنظمات لتكون قادرة على التعامل مع الأسواق المتغيرة، وضمان التنافسية وتحسين أداء الأعمال.
هناك أدوات متعلقة بكل قسم من أقسام المنظمة والتي تقودنا إلى تصنيفها في أدوات لكل جانب من جوانب الإدارة. على سبيل المثال: أدوات التخطيط وأدوات المعالجة وأدوات السجلات والأدوات ذات الصلة بالموظفين وأدوات صنع القرار وأدوات التحكم وما إلى ذلك. سوف يأخذ التصنيف حسب الوظيفة هذه الجوانب العامة:
- الأدوات المستخدمة في إدخال البيانات والتحقق من صحتها في أي قسم.
- الأدوات المستخدمة للتحكم وتحسين العمليات التجارية.
- الأدوات المستخدمة في تجميع البيانات واتخاذ القرارات.

في الوقت الحاضر، تطورت أدوات الإدارة بشكل كبير في العقد الماضي بفضل سرعة التقدم التكنولوجي السريع بحيث يصعب اختيار أفضل أدوات العمل لأي حالة في أي شركة. حدث هذا بسبب كفاح لا ينتهي أبدًا من أجل خفض التكاليف وزيادة المبيعات، والرغبة في فهم احتياجات العملاء والنضال من أجل تقديم المنتجات التي تلبي احتياجاتهم بالطريقة التي يحتاجون إليها.
في ظل هذا السيناريو، يجب على المدراء اتخاذ موقف استراتيجي تجاه أدوات إدارة الأعمال بدلاً من استخدام أحدث الأدوات. عادة ما يعتمد المدراء على الأدوات دون أي تكيف يؤدي إلى وضع غير مستقر. يجب اختيار أدوات إدارة الأعمال بعناية، ومن ثم تكييفها مع احتياجات المؤسسة وليس العكس.

## الأكثر استخداما
في عام 2013، أظهر استطلاع أجرته  «بين آند كومباني» حول كيفية استخدام أدوات الأعمال في جميع أنحاء العالم. تعكس هذه الأدوات كيف تساهم نتائجها في احتياجات كل منطقة، مع الأخذ في الاعتبار سقوط السوق ووضع الشركات.
وشملت الأدوات العشر على:
- التخطيط الاستراتيجي
- إدارة علاقات العملاء
- استبيانات مشاركة الموظفين
- القياس
- بطاقة الأداء المتوازن
- الكفاءات الأساسية
- الاستعانة بمصادر خارجية
- برامج إدارة التغيير
- إدارة سلسلة التوريد
- بيان المهمة و الرؤية
- تجزئة السوق
- إدارة الجودة الشاملة

## تطبيق البرمجيات للشركات
البرمجيات التطبيقية التي تركز على الأعمال هي تطبيقات تستخدم إدارات تقنية المعلومات لتعزيز إنتاجية الأعمال، والبحث عن الأداء المتفوق والمكرسة لخلق القيمة وبالتالي الميزة التنافسية. بدأ الأمر مع إدارة نظم المعلومات الموسعة في نظم تخطيط موارد المؤسسات  ثم إدارة علاقات العملاء والتي تم إضافتها إلى الحل وأخيرا حزمة كاملة انتقلت إلى سحابة إدارة الأعمال. وعلى الرغم من وجود علاقة فعلية بين جهود تكنولوجيا المعلومات وأداء المنظمات  إلا أن هناك اثنين من العناصر الرئيسية لإضافة قيمة للمجموع وهما فعالية التنفيذ واختيار الأدوات المناسبة وعملية التكيف.

## أدوات المشاريع الصغيرة والمتوسطة
الأدوات التي تركز على الشركات الصغيرة والمتوسطة مهمة لأنها هي وسيلة لتوفير المال وجعل رجل الأعمال'ق الأعمال التجارية أكثر ربحية. هذه الأدوات لديها وظائف مختلفة مثل إدارة المشاريع، وتتبع المالية، إدارة المشاريع، تبادل الوثائق، وربط شبكة إدارة وسائل الإعلام الاجتماعية والتسويق،  كما تستخدم في الحياة اليومية مثل معالجة النصوص أو جداول البيانات. هدفها الرئيسي هو مساعدة رجال الأعمال لتحقيق الواجبات اليومية في طريقة بسيطة وفي الغالب مجانا. الجانب السلبي الذي يجب أخذه في الاعتبار هو أن بعض التطبيقات قد تكون غير موثوقة أو ستلزم المؤسسات بالإعلان عنها.